# Kovács Miklós (kékfestő)
Kovács Miklós (Újkécske, 1928. április 13.) a Nemzet Művésze címmel kitüntetett, Kossuth-díjas kékfestő mester, népi iparművész, a népművészet mestere.

## Életpályája
Családja 1878-tól foglalkozik a hagyományos kékfestéssel a mai Bács-Kiskun vármegye területén. Először Kecskeméten nyitottak műhelyt, majd Kiskunfélegyházán, végül 1927-től Újkécskén (1950-től Tiszakécske része). Itt született Kovács Miklós 1928-ban. Tanulmányai befejezését követően előbb esztergályosként helyezkedett el, de később édesapja műhelyében kezdett el dolgozni segédként. A kékfestő mestervizsgát 1962-ben tette le. A hagyományos kékfestéshez használt pamuton és lenvásznon túl szatén és bársony kikészítésével is foglalkozik. Munkáit 1974-től állítják ki, azóta több mint harminc alkalommal rendeztek egyéni kiállítást anyagaiból, többek között Budapesten, Debrecenben és Szegeden. Nevéhez fűződik a családi műhely gépeinek korszerűsítése, valamint a hagyományos kikészítés mellett modernebb tervezések alkalmazása is. 1992 és 1995 között családjával a szentendrei Szabadtéri Néprajzi Múzeum (Skanzen) szakértője volt, egy eredeti kékfestő műhely kialakításában. 2016-ban a Magyar Művészeti Akadémia tagjává választották.
Felesége, Margit, szintén kékfestéssel foglalkozik. Két lányuk született, a fiatalabb, Kovács Mária és férje, Panák Ferenc is kékfestő mesterek, Szentendrén van üzletük. Mindhárman a nép iparművész cím birtokosai.

## Díjai, elismerései
- Népi iparművész (1976)
- Népművészet Mestere díj (1985)
- Az év mestere (1995)
- Lengyel Köztársasági Érdemrend tisztikeresztje (2011)
- Tiszakécske díszpolgára (2012)
- Kossuth-díj (2019)
- A Nemzet Művésze (2020)[3]